# Biserica Sfântul Gheorghe din Ștefan cel Mare

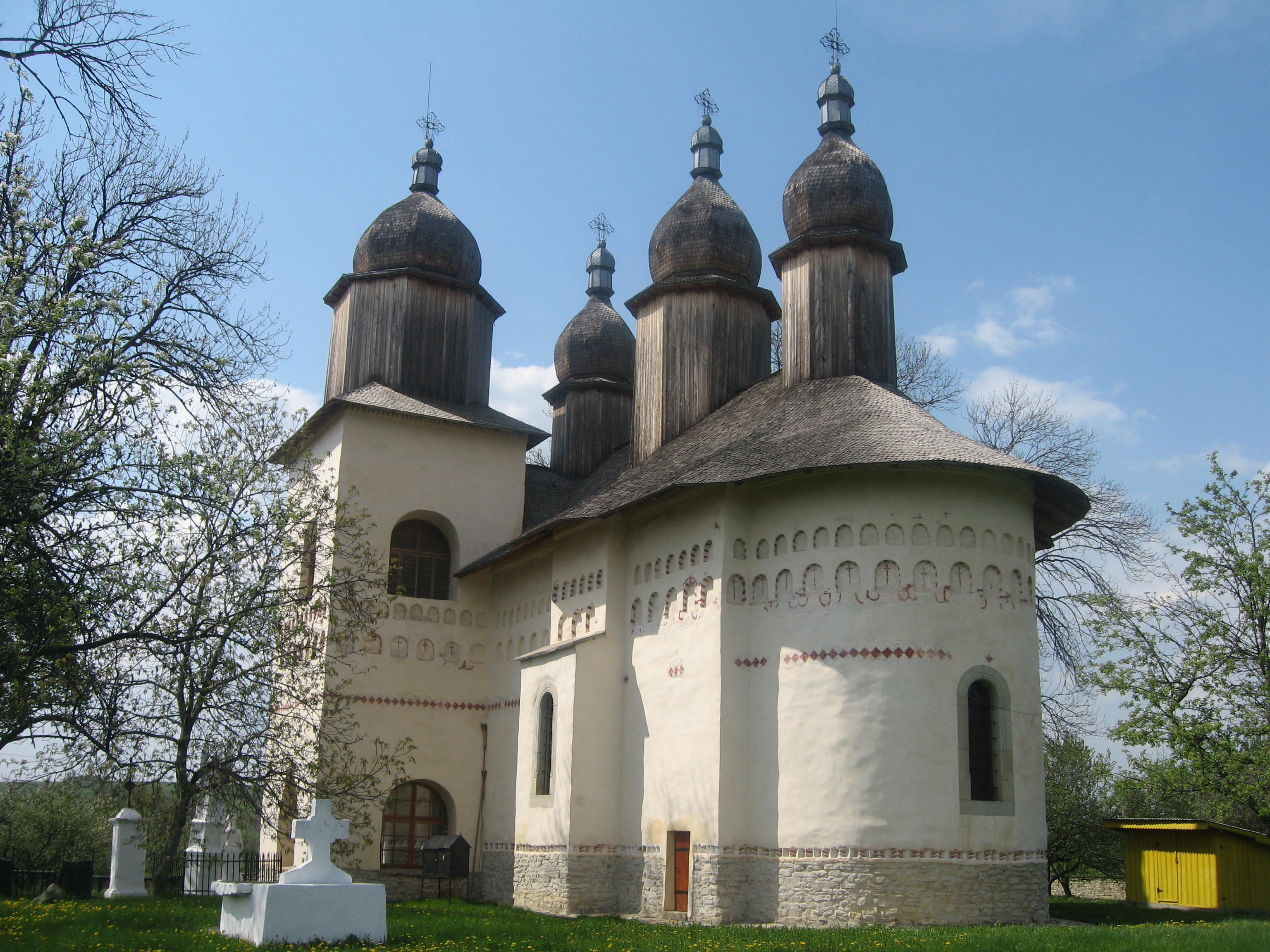
Biserica "Sf. Gheorghe" din Ștefan cel Mare

Biserica "Sf. Gheorghe" din Ștefan cel Mare este o biserică ortodoxă ctitorită în anul 1636 de către domnitorul Vasile Lupu în satul Șerbești (azi satul Ștefan cel Mare din județul Neamț). Ea a suferit modificări în 1922. Lăcașul de cult se află pe un platou care domină partea estică a satului, fiind înconjurat de o incintă cuprinzătoare, împrejmuită cu puternice ziduri de piatră. 
Biserica "Sf. Gheorghe" din Ștefan cel Mare a fost inclusă pe Lista Monumentelor Istorice din județul Neamț din anul 2004, având codul  NT-II-m-B-10703. 

## Istoric
Biserica "Sf. Gheorghe" din Ștefan cel Mare a fost construită în perioada 28 martie - 15 noiembrie 1636, fiind ctitorită de domnitorul Vasile Lupu (1634-1654), după cum indică pisania. Ea este un monument caracteristic pentru edificiile religioase ale epocii lui Vasile Lupu și implicit pentru cele din prima jumătate a secolului al XVII-lea.
Pe peretele vestic al bisericii, deasupra intrării în exonartex, se află o pisanie în limba slavonă, având următorul text: "Cu voia Tatălui și cu ajutorul Fiului și cu săvârșirea Sfântului Duh binecredinciosul și de Hristos iubitorul Io Vasile Voievod, domnul Moldovei, am început și am înălțat și am săvârșit biserica aceasta în numele Sfântului și slăvitului mucenic Gheorghe, spre rugă sieși și doamnei sale Tudosca și a iubitului lor fiu Ioan Voievod. Și s-a început în luna martie în 28 și s-a săvârșit în luna noiembrie 15, anul 7145 (=1636)".  Pisania a fost tradusă pentru prima dată de episcopul Melchisedec Ștefănescu. 
Anul ctitoririi este 1636  și nu 1637, ca urmare a faptului că pentru transpunerea anilor erei bizantine în anii erei noastre trebuie avută în vedere această diferență de ani, precum și faptul că anul erei bizantine începea la 1 septembrie, deci cu patru luni înainte de 1 ianuarie. Astfel, atunci când o dată este cuprinsă între 1 ianuarie și 31 august se scad 5508 ani din anul exprimat în anii erei bizantine, iar când data este cuprinsă între 1 septembrie și 31 decembrie se scad 5509 ani din anul erei bizantine pentru a afla anul erei noastre. 
În decursul timpului, biserica din Șerbești a fost reparată de mai multe ori, fiind păstrat totuși stilul original. Multă vreme s-a crezut că pridvorul cu turnul clopotniță reprezintă un adaos ulterior. Prezența într-o ocniță a pridvorului, deasupra ușii principale, a unei pietre sculptate datată 1848 a dus la concluzia că atunci s-a construit pridvorul cu turnul clopotniță de către boierii ctitori Alexandru Ilie și Elena Cantacuzino.  Un alt adaos îl reprezintă Turlele cu acoperiș piriform (în formă de pară) reprezintă un adaos care nu are nimic în comun cu epoca lui Vasile Lupu. 
În anul 1880, Biserica "Sf. Gheorghe" din Șerbești a devenit biserică parohială a satului. Ea a fost reparată în 1892, când s-a înlocuit acoperișul. Noi lucrări de reparații au fost efectuate în 1920-1922 și 1951-1952.  În anul 1923, s-au efectuat noi reparații cu cheltuiala proprietarilor moșiei, dr. E. Rigler și soția sa, Elena. Pe lângă bani, aceștia au dăruit și diferite obiecte de cult. Atunci, s-a reparat acoperișul bisericii, s-au văruit pereții exteriori și s-au pictat parțial pereții interiori. Moșia a revenit prin căsătorie familiei Bălăceanu-Stolnici, iar în 1945 statului. În perioada 1942-1943 s-a confecționat actuala catapeteasmă, după modelul celei vechi. Biserica a fost restaurată apoi în anii 1965-1966. 
În anul 1994 s-au început o nouă serie de lucrări de consolidare și restaurare, determinate de apariția unor fisuri în ziduri. Lucrările efectuate în acei ani au avut ca scop consolidarea edificiului: s-au reparat pereții și acoperișul, s-au descoperit ocnițele de pe peretele nordic care fuseseră zidite și s-au amplasat turle noi.
Cu acest prilej s-au îndepărtat straturile succesive de tencuială din secolul al XIX-lea, descoperindu-se la partea superioară a monumentului o parte din fresca originară, fragmentul recuperat prezentând o deosebită valoare prin vechimea sa și prin mărimea suprafeței.  Fragmentele izolate de frescă reprezintă elemente vegetale, vrejuri cu flori ieșind dintr-un vas de tip amforă. Ele se află pe fațadele de nord și sud, imediat sub cornișă, la îmbinarea pereților, precum și de o parte și de alta a ferestrei de pe rezalitul nordic. Acestea din urmă au fost în mare măsură distruse de injectarea exact în acele locuri a materialului de consolidare a zidăriei. Deasupra ferestrelor s-a scos în evidență un ornament în formă de lanț de romburi, care continuă pe fațadele de vest, sud și est. Acesta este executat în oxid roșu de fier pe tencuiala proaspătă, în condiții asemănătoare executării picturii murale în frescă. După opinia lect. dr. Annamaria Baciu de la Facultatea de Teologie Ortodoxă a Universității "Babeș-Bolyai" din Cluj-Napoca, specialistă în restaurarea de pictură murală, continuitatea brâului median, pictat în frescă și peste suprafața turnului clopotniță, a confirmat ipoteza construirii pridvorului cu turnul-clopotniță concomitent cu biserica propriu-zisă. 
În anul 2003, Direcția Județeană Neamț pentru Cultură și Patrimoniul Cultural Național a derulat un proiect comun cu Consiliul Local Șerbești, prin care s-a modernizat o porțiune de drum de 800 metri, care să ducă de la drumul național până la Ansamblul Bisericii "Sf. Gheorghe". Aici urma să se realizeze un centru cultural modern similar cu cel din Ipotești (jud. Botoșani). 

## Arhitectura
Biserica "Sf. Gheorghe" din Ștefan cel Mare are un plan asemănător cu al bisericilor "Sf.Sava" din Iași și "Sf. Gheorghe" din Galați, precum și cu cel al bisericilor din Buciulești, Bozienii de Sus și Budești în județul Neamț. 
Ea are plan triconc, cu absidele laterale înglobate în zidărie și marcate la exterior prin rezalite dreptunghiulare și cu absida altarului semicirculară și decroșată față de restul construcției. La o înălțime de 1,20 m de la pământ, soclul din piatră este mărginit de un brâu din cărămidă în dinți de fierăstrău ce înconjoară biserica. De la acest brâu, pereții exteriori sunt văruiți în alb. Ferestrele au fost micșorate în timp. Deasupra ferestrelor, sub cornișă, se află două rânduri de ocnițe (cele de sus fiind mai mici decât cele de jos), care înconjoară monumentul în întregime, inclusiv pridvorul. Acoperișul este susținut de console sculptate. 
Pridvorul cu turnul-clopotniță se află în colțul sud-vestic al bisericii, având intrarea pe latura vestică. Deasupra intrării în pridvor se află amplasată pisania. Intrarea în pronaos mai păstrează portalul original cu muluri în retragere succesivă îmbinate în arc frânt și baze prismatice bogat ornamentate.  Între pronaos și naos exista inițial un perete cu două coloane și trei deschideri, care a fost spart pentru lărgirea spațiului, creându-se un singur arc masiv de susținere.  Cupola pronaosului este sprijinită pe arce dublouri, iar cea a naosului are și arce piezișe. Altarul bisericii este decroșat față de restul construcției, având catapeteasma dispusă avansat. Astfel, sunt create nișe pentru proscomidiar și diaconicon. Catapeteasma actuală a fost executată între anii 1942-1943, după modelul alteia mai vechi.

## Odoare de preț
În decursul timpului, Biserica "Sf. Gheorghe" din Ștefan cel Mare a beneficiat de donații de obiecte de cult sau de alte odoare din partea stăpânilor moșiei, în principal a boierilor cantacuzini. Printre odoarele de preț care se află în patrimoniul parohiei sunt de menționat următoarele: 
- un potir de argint poleit cu aur, având gravată următoarea inscripție: "Io Cantacuzino vel Spătar, leat 1767"
- o Evanghelie în limba rusă, tipărită la Moscova în 1818, ferecată în argint și având icoane emailate; aceasta a fost donată bisericii în anul 1852 de către vornicul Alexandru Cantacuzino și soția sa Elena.

Parohia a mai avut și o Evanghelie tipărită în 1697 la Mănăstirea Snagov de către Antim Ivireanul, o carte foarte rară. 

## Morminte
În curtea biserici, în apropiere de peretele sudic al lăcașului de cult, se află două morminte vechi, având deasupra lor monumente funerare de o valoare artistică remarcabilă. 
Unul dintre morminte este al prințului Alexandru Ilie Cantacuzino, decedat la Karlsbad (azi orașul Karlovy Vary din Cehia) în 1859 și reînhumat la Șerbești zece ani mai târziu, de către soția sa, prințesa Elena Cantacuzino. Pe monumentul funerar al prințului Alexandru Ilie Cantacuzino se află gravată următoarea inscripție: "Monumentul acesta este rădicat în memoria Prințului ALEXANDRU JLIE CANTACUZIN săvîrșit din vieață în anul 1859 la Carlsbad și transportat în anul 1869 la Sărbești de cătră Princessa ELENA CANTACUZIN Soțiea reposatului 1870." Tot pe soclu se află reprezentat și un blazon nobiliar. Lângă monument se află statuia unei femei îmbrăcată și coafată după moda secolului al XIX-lea.
Al doilea mormânt are deasupra sa un obelisc cu o cruce de fier în vârf; pe soclu se află gravată o inscripție aproape ilizibilă și deasupra sa, vulturul bicefal (stema familiei Cantacuzino), sculptat în altorelief.

## Imagini

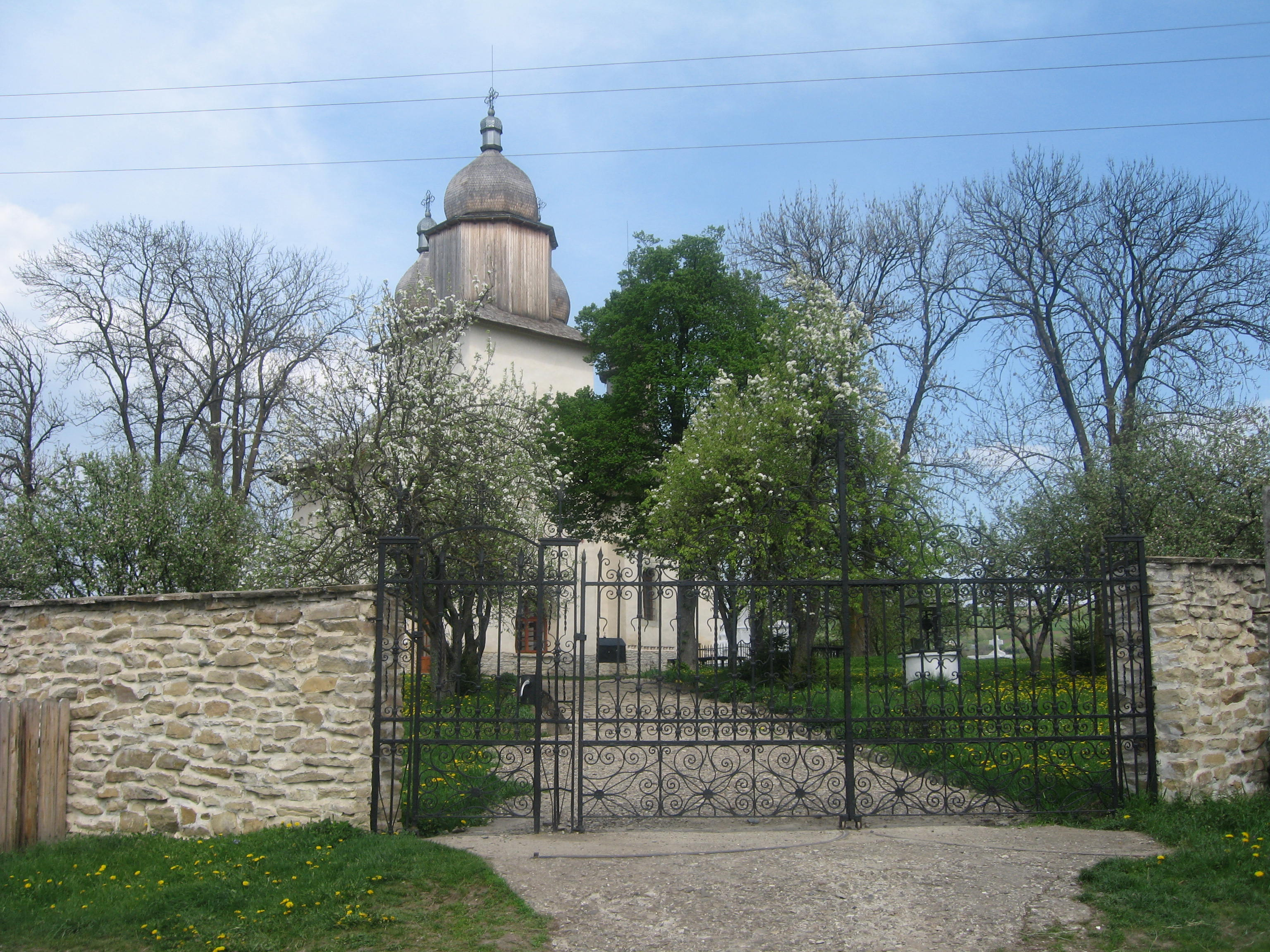
Biserica "Sf. Gheorghe" din Ştefan cel Mare
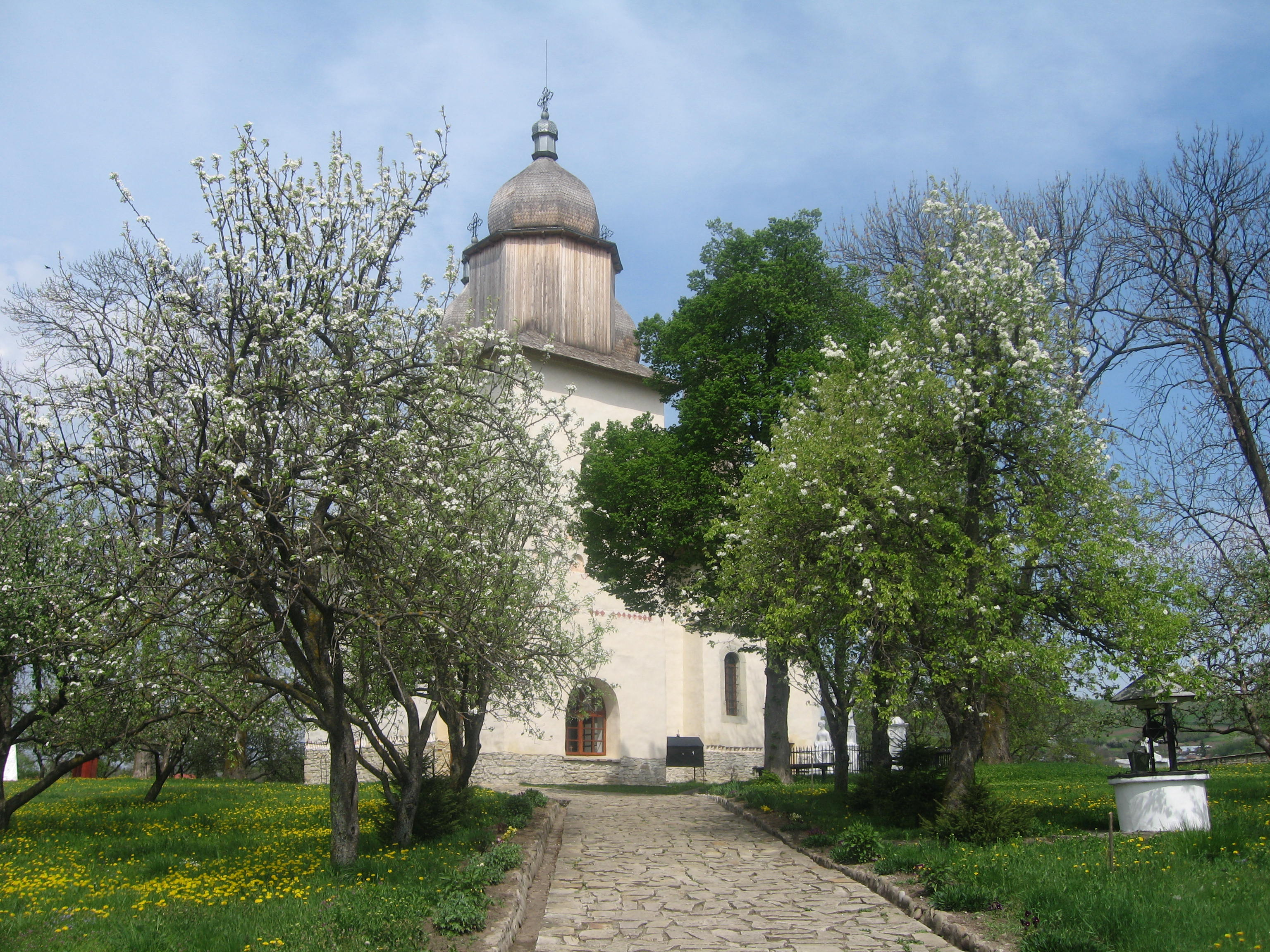
Vedere dinspre sud
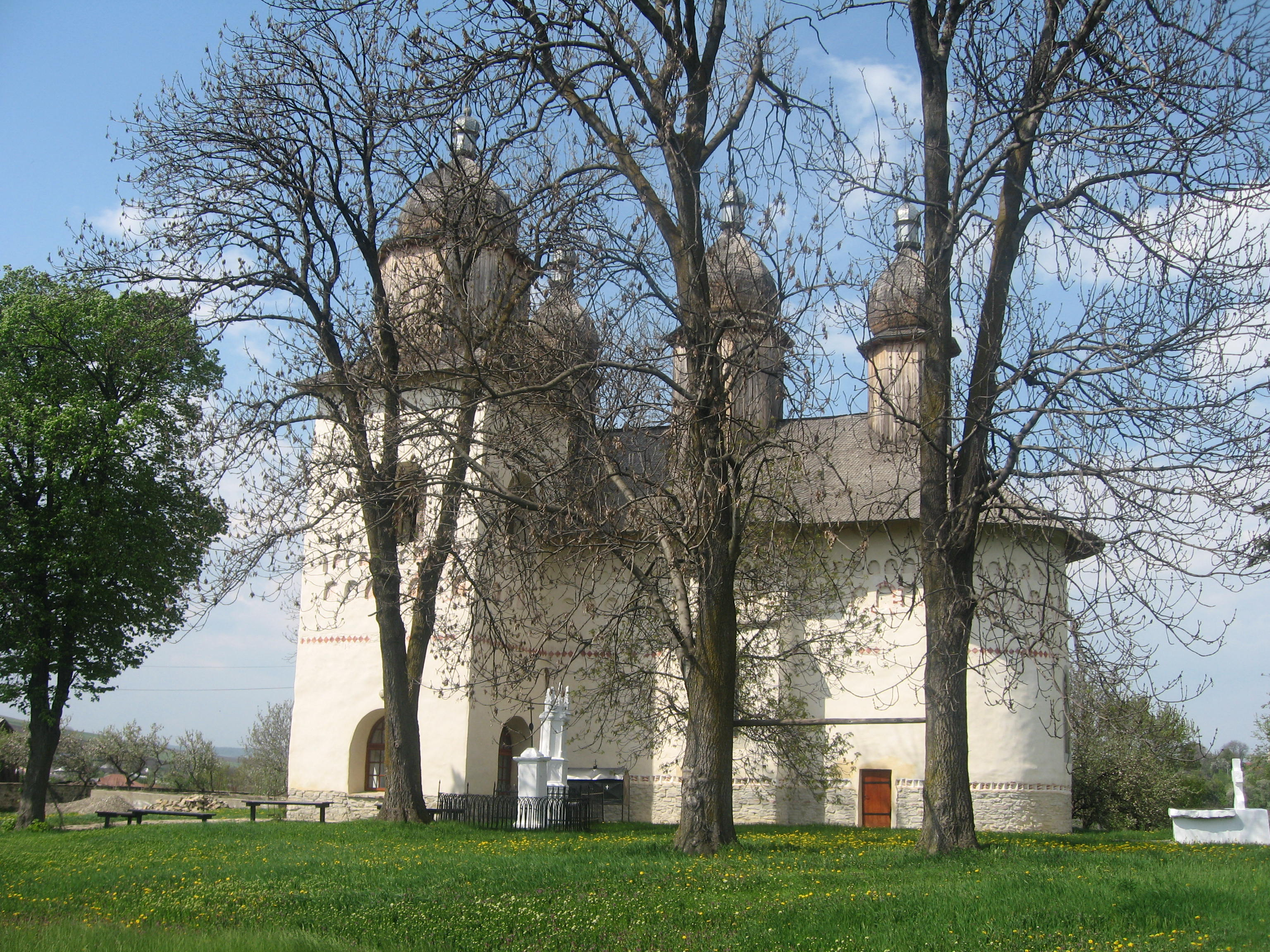
Latura sudică
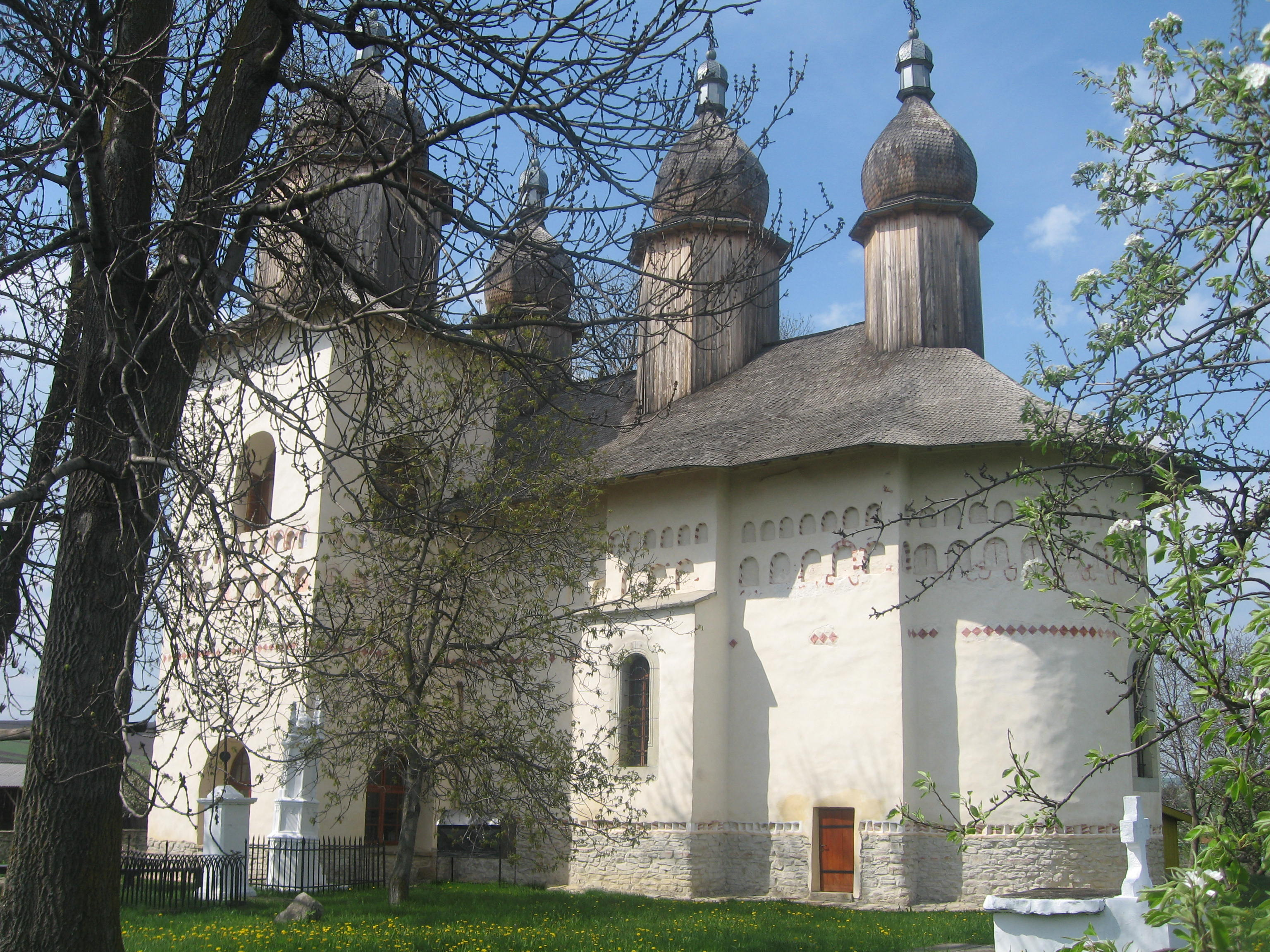
Vedere dinspre sud-est
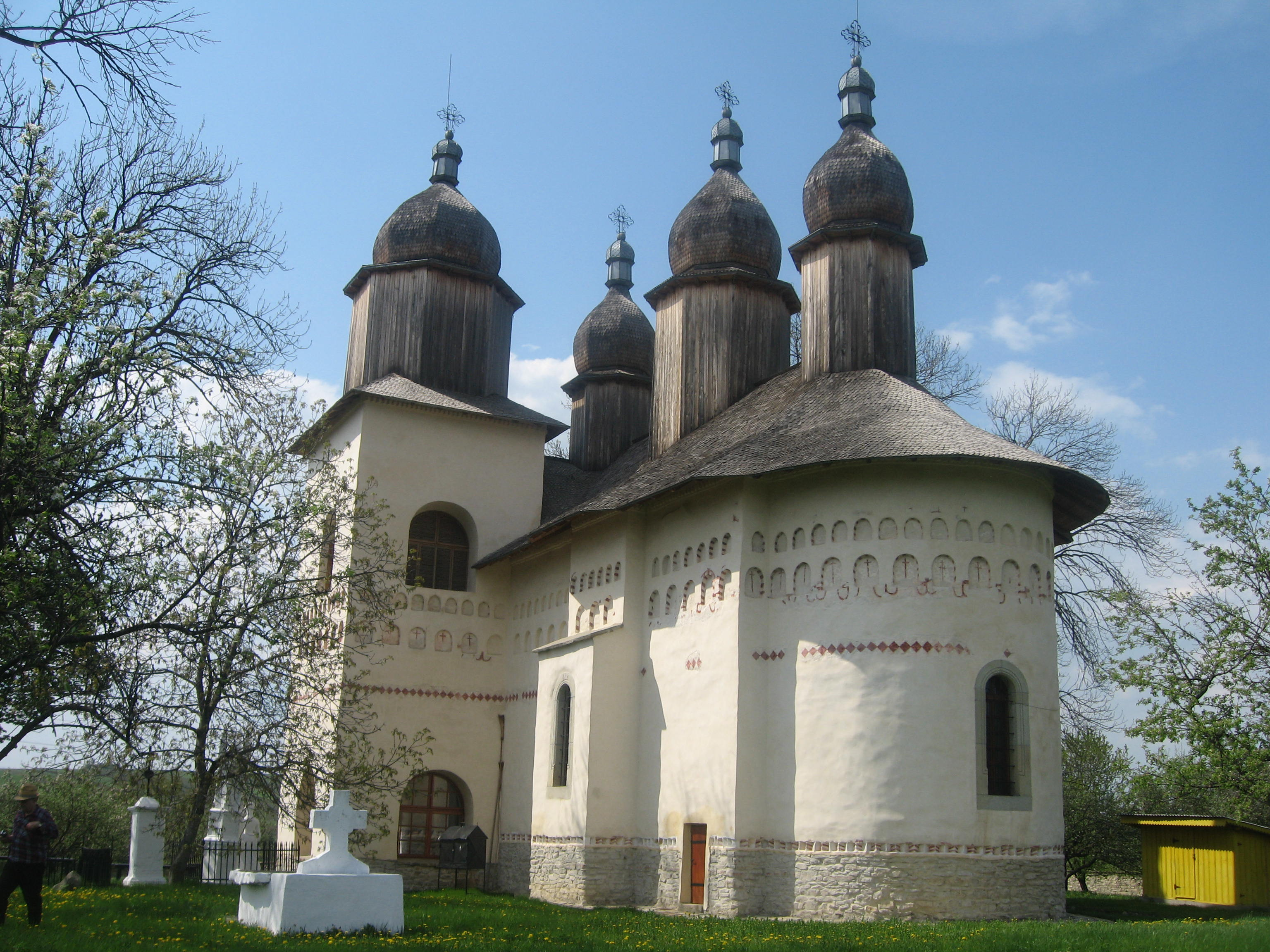
Vedere dinspre sud-est
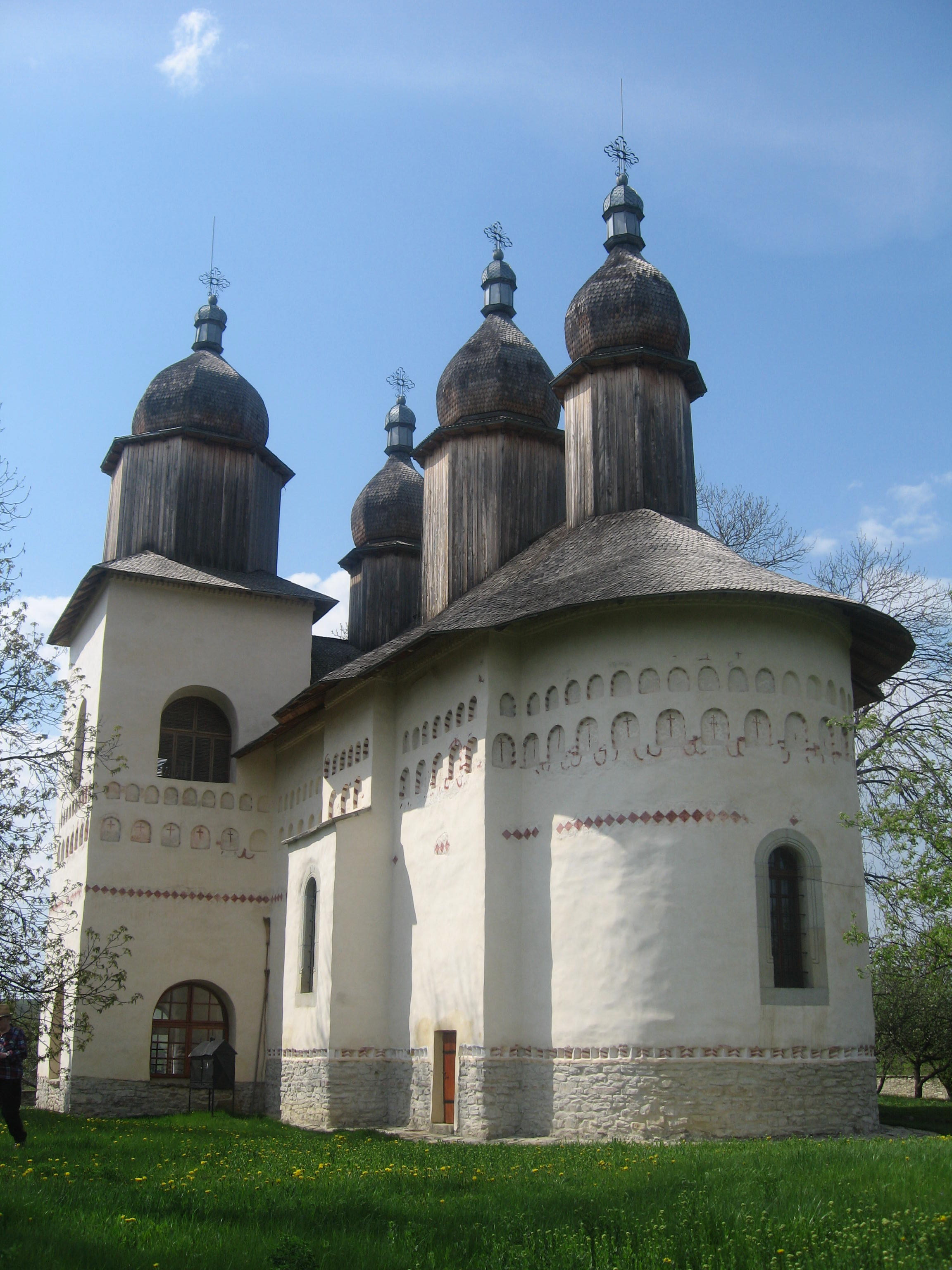
Vedere dinspre sud-est
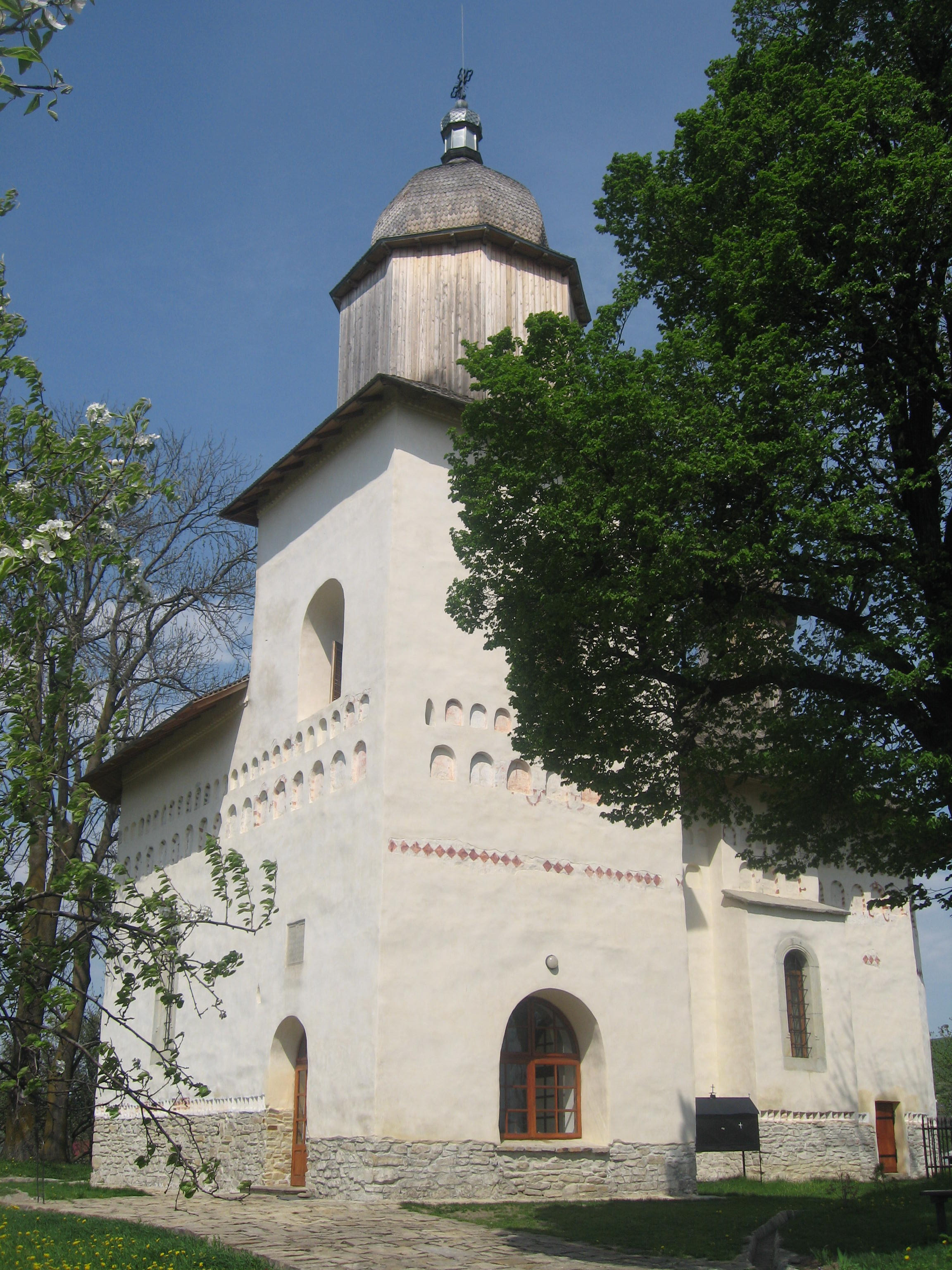
Turnul clopotniță
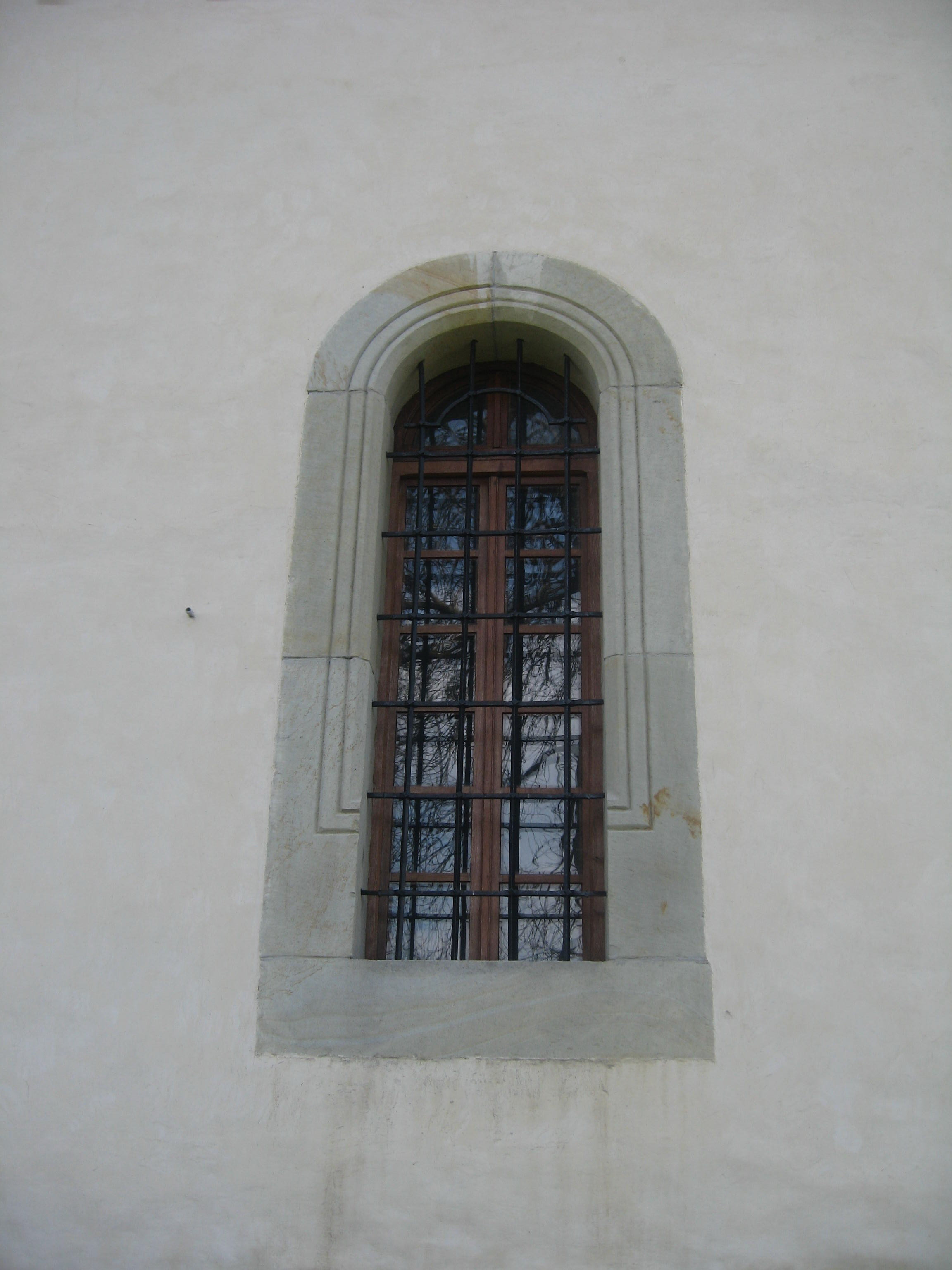
Fereastră
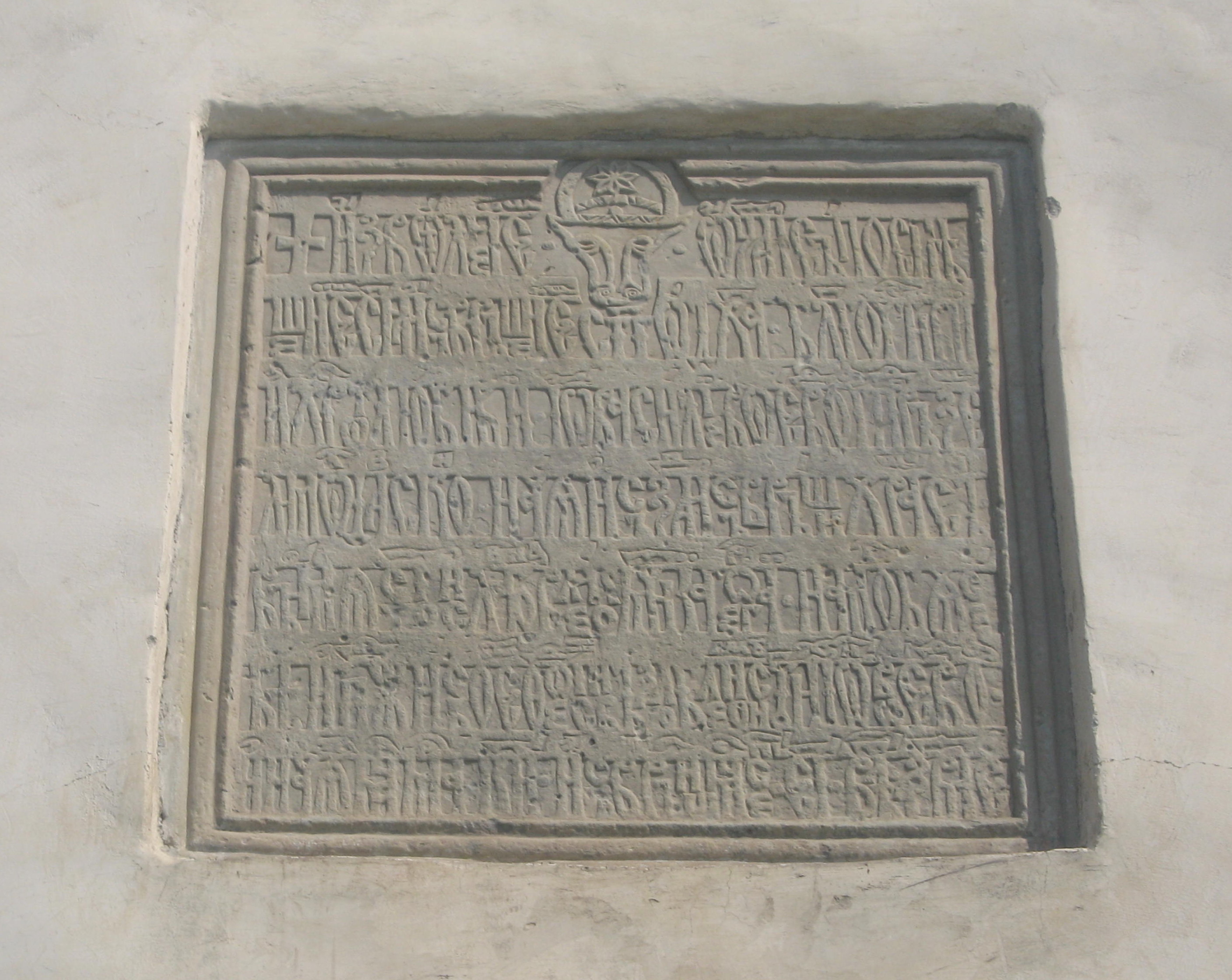
Pisania bisericii
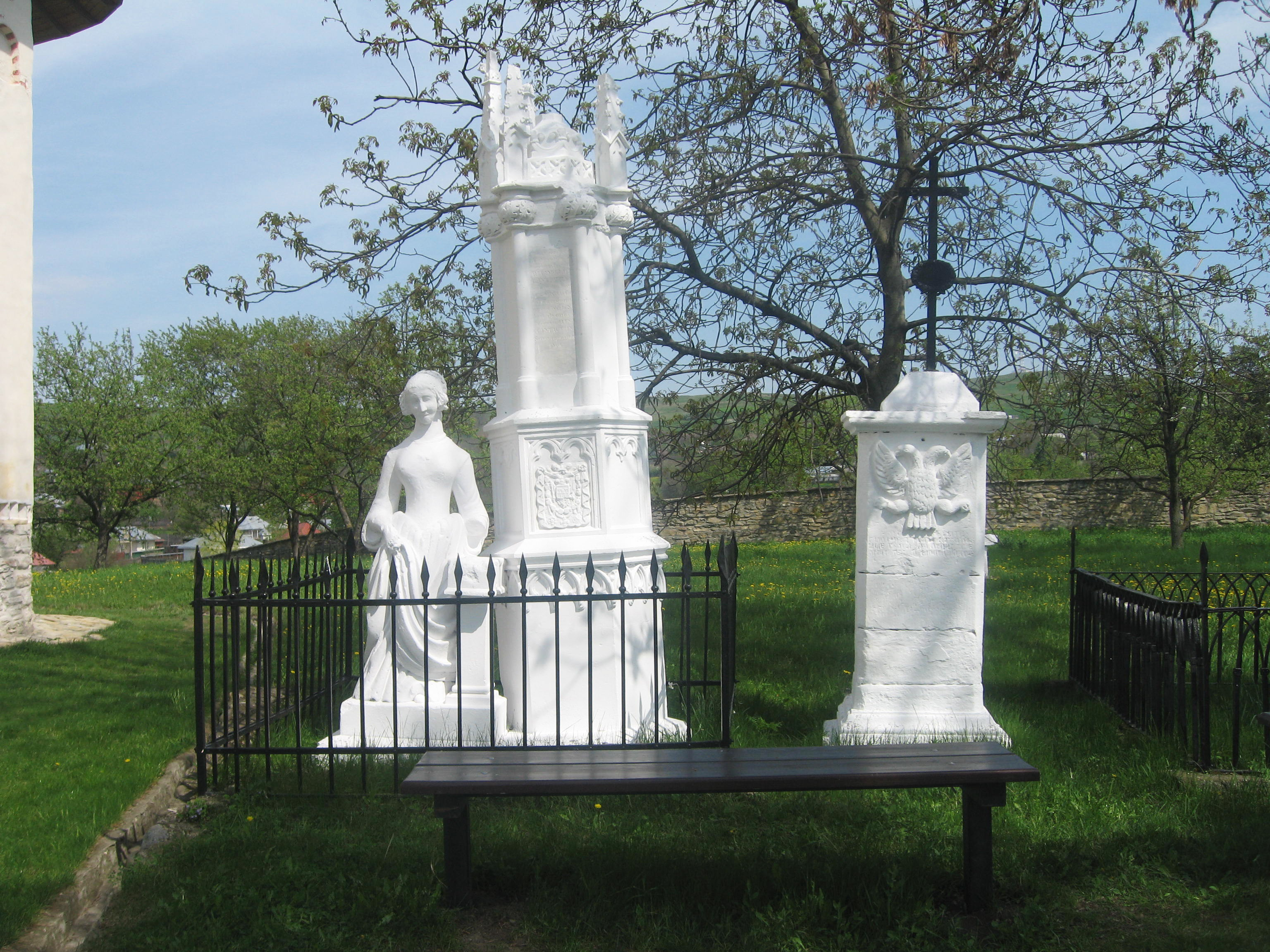
Vedere a bisericii de pe latura sudică
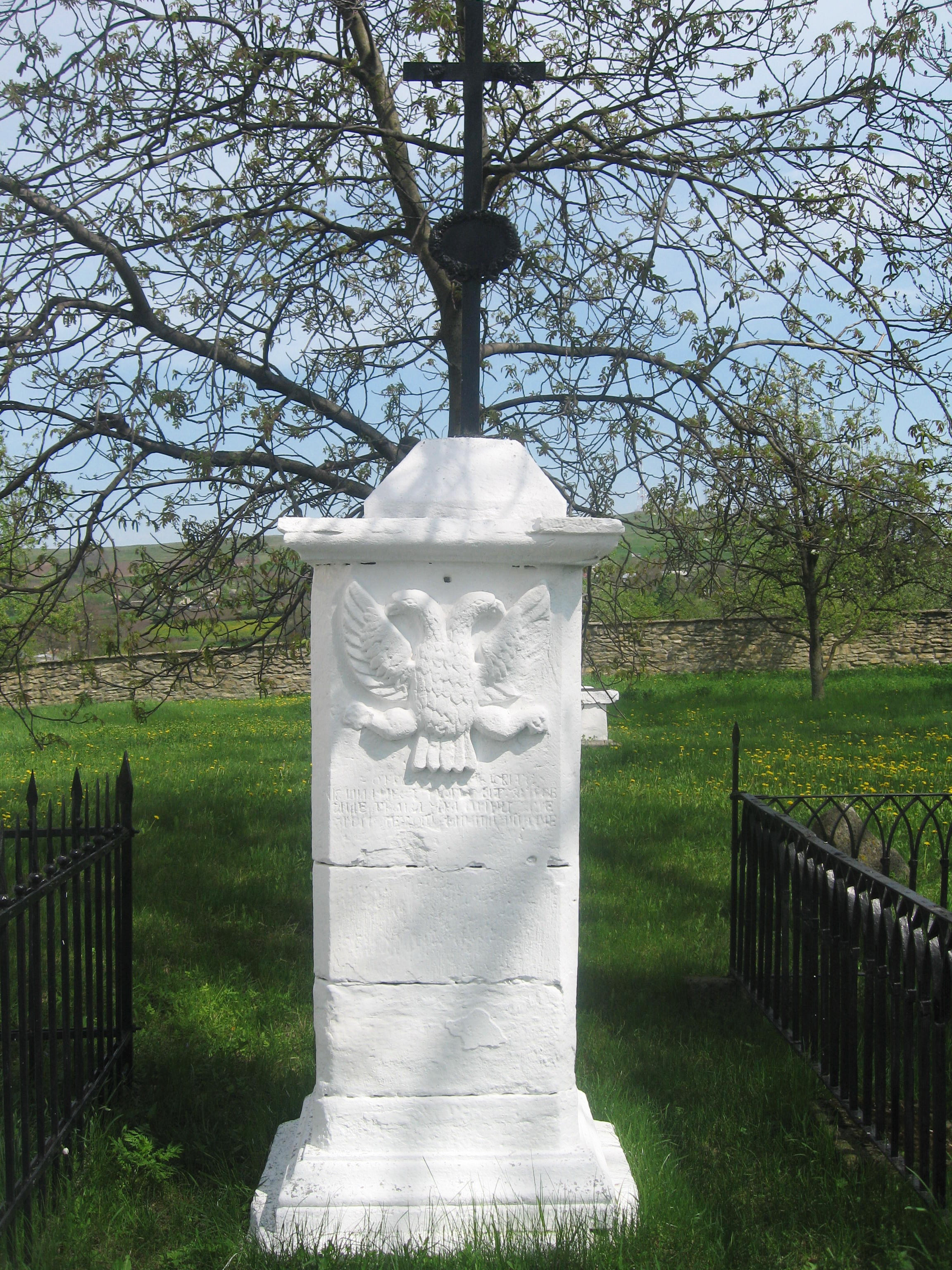
Monument funerar având pe soclu vulturul bicefal
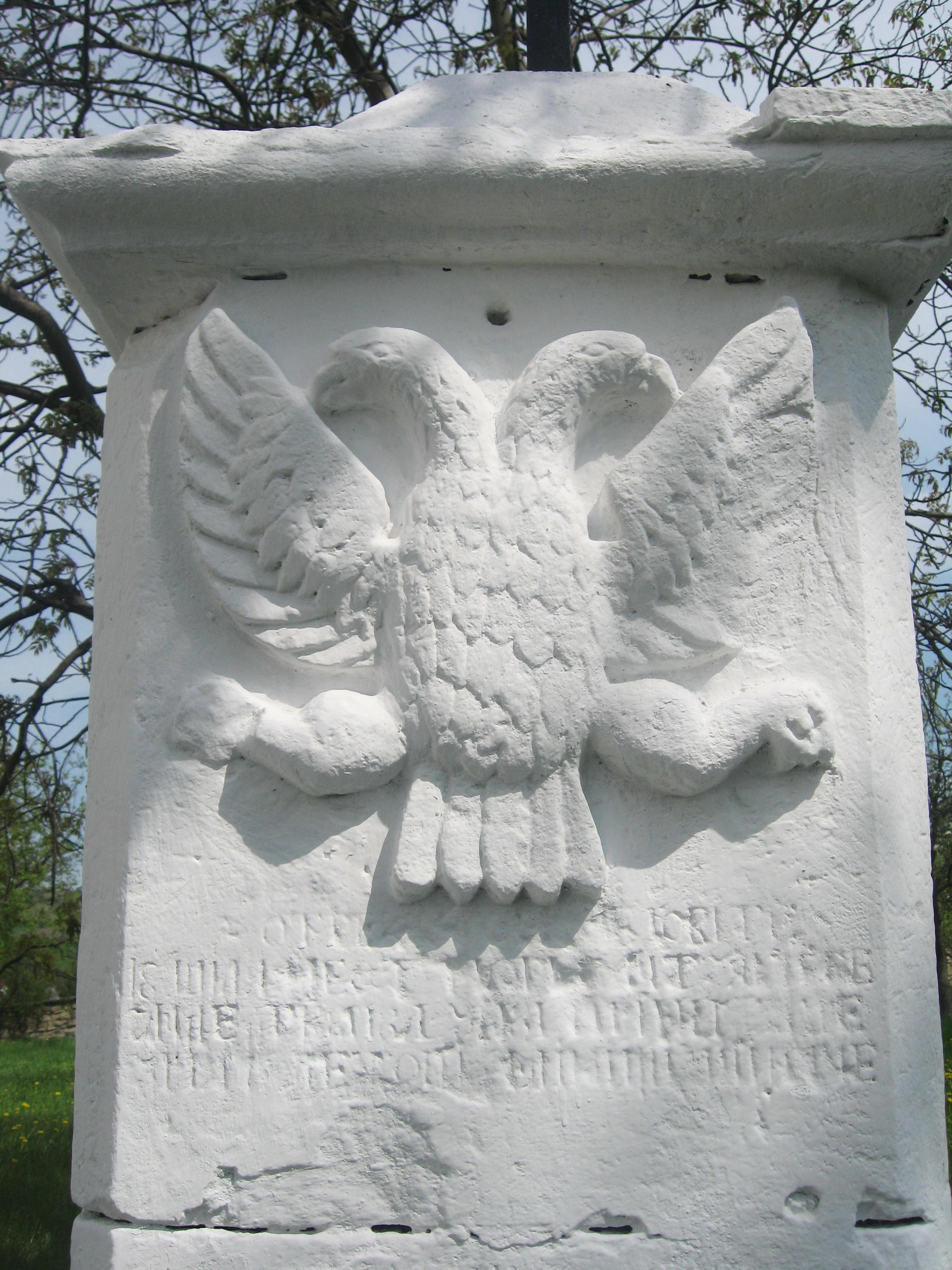
Vulturul bicefal
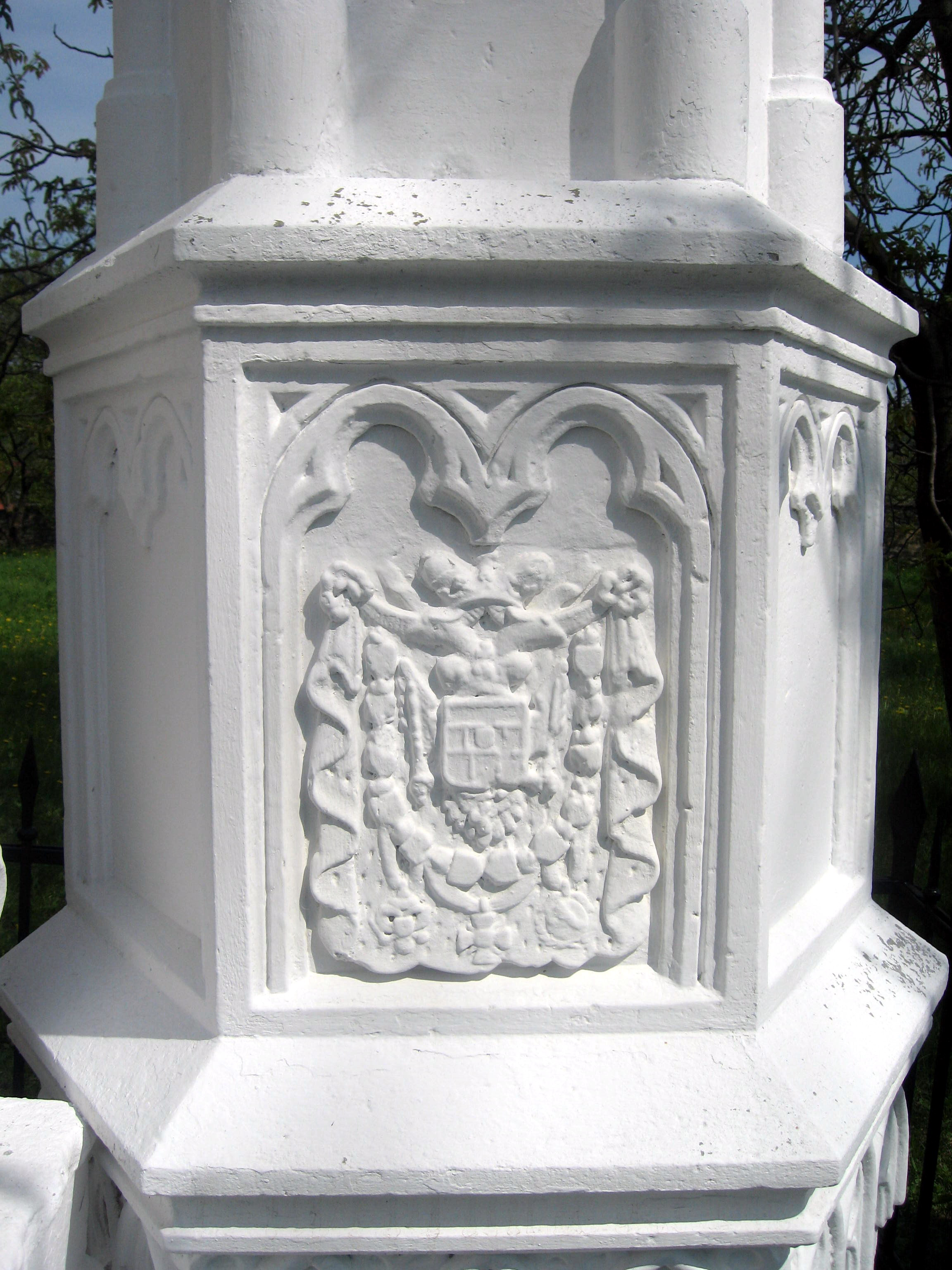
Stemă boierească
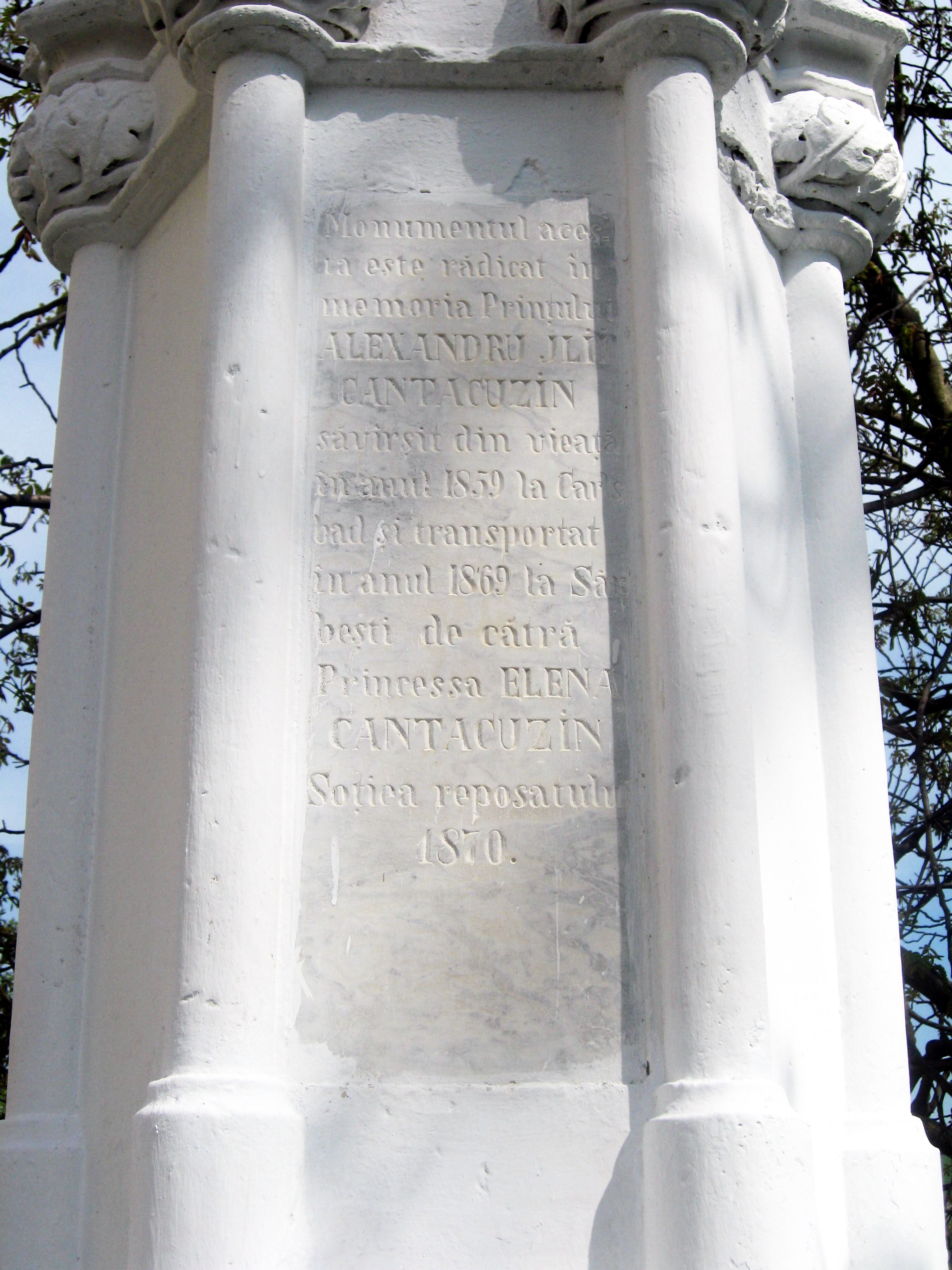
Inscripţie pe monumentul funerar